# Knud Bro (borgmester)
 Der er flere personer med dette navn, se Knud Bro.
Knud Christoffersen Bro (født 8. marts 1909 i Fredericia, død 10. januar 2007 på Fredericia Sygehus) var en dansk borgmester, far til Jørn Bro.

## Embedskarriere og modstandsaktivitet
Knud Bro tog præliminæreksamen 1926, blev toldelev samme år og toldassistent i 1933. Han sluttede sin karriere som toldinspektør i København, hvor han også var lærer ved Toldskolen og medlem af Den danske Toldetats hovedbestyrelse.
Han blev løjtnant ved 7. regiment og var under Besættelsen befalingsmand i modstandsbevægelsen i Aarhus (militærgruppe) og næstformand i Modstandsbevægelsens Bykomite i Aarhus. Han var næstkommanderende for den berømte Havnekolonne (Region II (Midtjylland), Sektion S, Aarhus Distrikt (S), 4. Kolonne, Staben). Bro var medstifter af De danske Hjemmeværnsforeninger og kompagnichef i Hjemmeværnet i 25 år. Desuden divisionschef i KFUM-spejderne i ca. 30 år.

## Politisk virke
Fra 1970 til 1974 var Knud Bro 1. viceborgmester og formand for Teknisk Udvalg i Stenløse Kommune og fra 1974 til 1984 borgmester i samme kommune. Han repræsenterede Det Konservative Folkeparti. Da han fyldte 75 udtrådte han efter eget ønske af byrådet.
Knud Bro blev landskendt, da han i 1974 nedsatte den såkaldte "Sparebande" sammensat af kommunale embedsmænd og med effektivisering som mål. Ved hans afgang som borgmester havde kommunen en skat på 17 procent, halveret grundskyld og en fyldt kassebeholdning.
I sin periode som viceborgmester var han under mottoet "Gør byen grøn" medvirkende til, at der blev plantet flere træer og buske i kommunen. Bro var optaget af etableringen af en lilleskole i Slagslunde, og han skaffede Stenløse Privatskole til kommunen. Der blev opført nye boliger i Veksø samt det ny plejehjem Damgårdsparken. Han var også engageret i at bevare Ganløses grønne bymidte, gik ind for for S-togsnettets udbygning og for at skaffe flere virksomheder til kommunen. I hans tid blev der desuden opstillet flere skulpturer i Stenløse.
Han var dekoreret med Ridderkorset af Dannebrog, Hjemmeværnets Fortjensttegn, Svenske Hjemmeværnets Medalje (sølv), Hjemmeværnets 50 års Fortjensttegn og Hjemmeværnets 50-års Jubilæumsmedalje.
Bro har skrevet en række selvbiografiske værker og fortællinger.
Han var gift (1. april 1934) med Emmy Fledelius og havde fire børn.
Knud Bro Allé blev i 1986 opkaldt efter ham.

## Forfatterskab
- Politik og menneskerespekt, 1957 (tale holdt 1956).
- Bidrag, 1968.
- En tolders liv, 1989.
- Gavtyve og godtfolk, 1990.
- "Nybyggere i Kolding", Koldingbogen 1990, s. 39-47.
- Bro's bedste historier, 1991.
- De gode græd og de onde lo - blade af min dagbog, da Danmark var i krig, 1998.
- "Bro-slægten fra "Lille Brogård" - i Bro by, Brenderup Sogn", Vends 1999, s. 48-58.
- Humor er vitaminer: Den gamle fortællekunst, 2000.
- Det gode og det onde og kærligheden, 2003.